# Alcantarea benzingii
Alcantarea benzingii es una especie  de planta perteneciente a la familia de las alcantareas. Es una especie endémica de Brasil.

## Taxonomía
Alcantarea benzingii fue descrita por Elton Martinez Carvalho Leme y publicado en Bromelia: Revista de Sociedade Brasileira de Bromelias 2(3): 19. 1995.
Etimología;
Alcantarea: nombre genérico otorgado en homenaje a Pedro de Alcántara (1840-1889), segundo emperador de Brasil.
benzingii: epíteto otorgado en honor de David Benzing, un biólogo de la Oberlin College (Ohio, EE. UU.).